# Monte Perdido
Der Monte Perdido (franz. Mont Perdu), der Verlorene Berg ist mit einer Höhe von 3355 Metern der dritthöchste Berg in den Pyrenäen. Er liegt in der Gemeinde Fanlo der spanischen Provinz Huesca, im Norden von Aragón im Nationalpark Ordesa y Monte Perdido, knapp südlich der Grenze zu Frankreich. Am Fuß des Berges entspringen die Flüsse Arazas und Cinca. Das sich über die Grenze beider Länder erstreckende Bergmassiv ist seit 1997 als UNESCO-Welterbe ausgezeichnet.

## Weltkulturerbe
Der Monte Perdido in den Pyrenäen gehört zum Weltkultur- und Naturerbe der UNESCO. Gewürdigt werden die geologische Einzigartigkeit, die Schönheit und Vielfalt der Natur, die in Europa selten gewordenen traditionellen Lebensformen wie die Almwirtschaft sowie die außerordentliche Rolle, die die Pyrenäen für die Kunst und Kultur Europas spielen.
Das geschützte Gebiet umfasst auf spanischer Seite den Nationalpark Ordesa y Monte Perdido und Teile des Biosphärenreservat am Vignemale, auf französischer Seite den östlichen Teil des Nationalpark Pyrenäen und ein Teil des Naturschutzgebietes Gedre-Gavarnie. Bis auf den spanischen Nationalpark ist keines der Schutzgebiete mit der Fläche der Welterbestätte identisch. Diese bilden stattdessen die geologischen Grenzen des Bergmassives ab. Die Gesamtfläche beträgt 30.396 ha. Seit 1988 existiert ein Vertrag über die Zusammenarbeit der Parkverwaltungen auf beiden Seiten der Grenze.
Die Gestalt der Bergwelt unterscheidet sich deutlich auf den verschiedenen Flanken des Berges. Während die Südseite von drei langen Graten und mehreren tiefen Schluchten (Ordesa, Añisclo, Pineta mit dem Karsee Lago Marbore und die Escuain-Schlucht) geprägt ist und allmählich zum Vorland hin abfällt, ist die Nordseite viel schroffer. Ihr herausragendes Merkmal sind drei Talkessel: Cirque de Gavarnie, Cirque de Troumouse und Cirque de Estaubé. Die Südseite hat ebenfalls ein viel trockeneres Klima als der Norden.
Die Auszeichnung als Kulturlandschaft nimmt zum einen Bezug auf die jahrhundertealte Rolle im Tourismus. Der französische Ferienort Gavarnie zieht schon seit dem Beginn des 19. Jahrhunderts Gäste an, unter ihnen so bekannte Namen wie Victor Hugo und Gustave Doré. Zum anderen wird die Form der Landnutzung erwähnt, in der die Weideflächen Gemeineigentum der sieben umliegenden Dörfer sind, und wo Bewirtschaftung und Wegerechte unbeachtet der internationalen Grenze gemeinsam ausgehandelt werden. So ist es üblich, dass Schafs- und Rinderherden, Pferde und Ziegen spanischer Bauern im Sommer auf Weiden der fruchtbareren französischen Seite grasen.
Ein langjähriger Streitfall zwischen Welterbekomitee und Tourismusverantwortlichen war das Festival de Gavarnie, ein Theaterspektakel, das seit 1985 jährlich mitten im Cirque de Gavarnie veranstaltet wurde. Seit 2005 wird es auf Grund der regelmäßigen Proteste außerhalb des Gebietes des Nationalparks veranstaltet.

## Alpinismus

### Aufstieg
Die einfachste Route zum Aufstieg beginnt beim nordwestlich gelegenen Refugio de Goriz (2200 m). Von hier aus führt der Weg in östlicher Richtung zum Lago Helado (gefrorenen See) im Col du Marboré um dann in südlicher Richtung zum Gipfel zu gelangen. Von der Hütte aus benötigt man etwa drei Stunden. Vom Gipfel hat man eine gute Aussicht auf den im Westen gelegenen Vignemale und nach Norden auf das Massiv von Néouvielle.
Technisch und physisch wesentlich anspruchsvoller ist der Aufstieg über den Balcón de Pineta und den nach Norden exponierten Perdido-Gletscher.

### Erstbesteigung
Nachdem Louis Ramond de Carbonnières mit seinen Führern Rondo und Laurens vier Tage auf der Suche nach dem Gipfel im Massiv des Monte Perdido umhergeirrt war, gelang ihm am 6. August 1802 der Aufstieg auf den Gipfel. Hier mussten sie zu ihrer Enttäuschung feststellen, dass Colonel Maury, ein spanischer Kartograph, den Gipfel bereits im Jahre 1791 bestiegen hatte.